# 某某 (电视剧)
某某（英語：The On1y One）是一部2024年台湾电视剧，由《刻在你心底的名字》导演柳广辉执导，刘冬沁、曾向镇主演。该剧改编自木苏里2020年在晋江文学城连载的同名耽美网络小说，于2024年8月22日在Netflix、爱奇艺、Viki、WeTV和GagaOOLala等主要OTT平台上全球首播。

## 概要
故事发生在一个重组家庭，因为父母的再婚，正值青春期的盛望（刘冬沁饰）与江添（曾向镇饰）意外成为“兄弟”，个性南辕北辙的两人，意外发展出一段深切的感情，成为彼此镌刻在心上的“某某”。

## 演员和角色

### 领衔主演
- 刘冬沁饰演盛望
- 曾向鎮饰演江添

### 主演
江添和盛望的同学兼朋友中陳彥廷饰演高天阳，蔡振廷饰演宋思锐，鍾岳軒饰演徐天舒，邵奕玫饰演李譽，姚愛寗饰演黎佳。老師有盧彥澤饰演何进顧問，陸婷玉饰演英文科杨菁，陈英菊饰演文科赵才，古斌饰演物理科赵曦，顏毓麟饰演地理科林北庭。其他同校校友包含余杰恩饰演螃蟹，郑湋晔饰演齐嘉豪，黃丞邦饰演史雨。学校校长是林史恩饰演。
陳為民饰演喜乐便利店赵老板，吳震亞饰演裡面的哑巴员工。
江添的父母是李至正饰演季寰宇及洪小鈴饰演江鸥，盛望的父母是段鈞豪饰演盛明阳及刘黛莹饰演顾悦。邻居爷爷丁老头由游安顺饰演。

### 其他演員
- 安俊朋饰演，翟涛
- 陈恩甄饰演，齐母
- 锺亚翰饰演，孙衡
- 陈芷妧饰演，薛茜
- 楊桃飾演，兒時盛望
- 美丽本人饰演，幸运手绳老板
- 叶静涵饰演，监考老师
- 柳广辉饰演，体育老师

## 主題曲《聆聽・某某》
由華納音樂集結5組音樂人量身訂製5首主題歌曲
| 歌曲名     | 唱     | 作詞                | 作曲                 |
| ---------- | ------ | ------------------- | -------------------- |
| 某某       | 八三夭 | 柳廣輝,阿噗(八三夭) | 黃奇斌               |
| 寂寞而已   | 蕭煌奇 | 易家揚              | 張子晴,王紫銘        |
| 給某某     | 戴愛玲 | 劉廣輝              | 蘇佩卿,陳奕勤        |
| 插曲       | TRASH  | 阿夜(TRASH)         | 阿夜(TRASH)          |
| 17RuntoYou | 李紫婷 | 劉廣輝              | 雍巧筠,童心Valentina |

## 剧集
| 集數                                                                                   | 標題                           | 首播日期      |
| -------------------------------------------------------------------------------------- | ------------------------------ | ------------- |
| 1                                                                                      | 开端：你不是我哥               | 2024年8月22日 |
| 盛望出人意料地与江添成为了继兄弟和同班同学，两人的生活突然陷入一片混乱。               |                                |               |
| 2                                                                                      | 接近：只是四片嘴唇碰在一起     | 2024年8月22日 |
| 盛望和江添开始尴尬的同居生活之际，在学校的突发事件更让两个人都感到不知所措。           |                                |               |
| 3                                                                                      | 其实：我们两个可以试试         | 2024年8月28日 |
| 盛望对继母的态度让他和江添之间的关系出现裂痕，但冲动出走的一夜又让两人拉近了距离。     |                                |               |
| 4                                                                                      | 华丽：在世界末                 | 2024年8月29日 |
| 在家里与学校，盛望与江添都学会珍惜彼此支持与陪伴的时光。与此同时，微妙的情愫开始萌芽。 |                                |               |
| 5                                                                                      | 打烊：一切只是因为起风了       | 2024年9月4日  |
| 盛望发现有人修理了欺负他的恶霸，却随即得知江添突然决定搬出去，让他措手不及。           |                                |               |
| 6                                                                                      | 计划：何时开张啊？             | 2024年9月5日  |
| 家长会对盛望和江添来说都是难应付的关卡。随后，老师把他们找去和恶霸当面对质。           |                                |               |
| 7                                                                                      | 归属：我们一起住校吧           | 2024年9月11日 |
| 一天午休时，盛望知道了更多江添小时候的事。江添担心缺席的盛望，翘课跑去找他。           |                                |               |
| 8                                                                                      | 闪光：十六七岁的少年           | 2024年9月12日 |
| 盛望想搬出去住，让全家惊讶不已。他和江添正式成为室友，一起迎向人生新阶段。             |                                |               |
| 9                                                                                      | 赤裸：尽情展现青春             | 2024年9月18日 |
| 盛望和江添在学校运动会表现亮眼，但意外伤势却让其中一人有了麻烦。                       |                                |               |
| 10                                                                                     | 小偷：是谁跨过了界线？         | 2024年9月19日 |
| 盛望扭伤脚踝，不得不暂时回家住。他偷偷溜回宿舍，却遇上小偷闯入，引发混乱。             |                                |               |
| 11                                                                                     | 亲吻：只是四片嘴唇碰在一起？   | 2024年9月25日 |
| 盛望和江添在英语竞赛中双双晋级。后来，盛望无意间撞见两位老师的亲密时光。               |                                |               |
| 12                                                                                     | 新枒：打掉重练是新生的必要之痛 | 2024年9月26日 |
| 盛望除了忙于学业，还要面对内心对江添的感觉。一场重要的考试将决定他们能不能继续同班。   |                                |               |